# Ипсиланти (род)
Ипсила́нти (греч. Υψηλάντης — Ипсила́нтис) — фанариотская аристократическая семья.
Происхождение, по её собственному мнению, относится к эпохе Комненов; она переселилась из Трапезунда в Константинополь в XV веке и выставила в эпоху борьбы Греции за независимость ряд борцов за свободу, а также несколько господарей Валахии и Молдавии.
Наиболее известны:
- Ипсиланти, Александр (старший) (1725−1807) — господарь Валахии и Молдавского княжества
  - Ипсиланти, Константин (1760−1816) — сын Александра Ипсиланти, господарь Валахии и Молдавского княжества
    - Ипсиланти, Александр Константинович (1792−1828) — сын Константина Ипсиланти, господарь Валахии и Молдавского княжества, руководитель Греческой революции 1821 года
    - Ипсиланти, Георгий Константинович (1795−1829) — сын Константина Ипсиланти, русский военный.
    - Ипсиланти, Дмитрий Константинович (1793−1832) — сын Константина Ипсиланти; в его честь назван город Ипсиланти в штате Мичиган.

  - Ипсиланти, Николай — командир Священного корпуса (1821)